# 拉米塔龙属
拉米塔龍（屬名：Lametasaurus）意為「拉米塔的蜥蜴」，化石包含：一個腸骨、至少五節薦椎、一個脛骨、以及一些牙齒與鱗甲，發現於印度查謨-克什米爾邦的賈巴爾普爾附近，屬於拉米塔組（Lameta Formation），地質年代為馬斯垂克階。拉米塔龍一度被認為是個嵌合體，目前被認為是種四足肉食性動物。
在1917年到1919年，印度古生物學家查爾斯·馬特里（Charles Alfred Matley）在賈巴爾普爾附近挖掘化石。在1921年，他宣布發現兩個獸腳類恐龍的化石，屬於斑龍類。數年後，他將其中一個化石命名為模式種印度拉米塔龍（L. indicus）。屬名是以發現化石的拉米塔組為名；種名則是以印度為名。之後查爾斯·馬特里改變看法，認為拉米塔龍不是獸腳類恐龍，而屬於劍龍下目，可能是Omosaurus（目前的銳龍）的一種；在當時的分類裡，劍龍下目包含許多有裝甲恐龍，例如甲龍類恐龍。在1933年，弗雷德里克·馮·休尼與馬特里將一些由巴納姆·布郎（Barnum Brown）發現的化石歸類於拉米塔龍，這些化石被認為是一個部分尾槌，之後被發現是一個大型皮內成骨。
在1933年，有研究人員提出拉米塔龍的標本是個嵌合體，由數種動物的化石組成；鱗甲可能來自於泰坦巨龍類，牙齒來自於鱷魚，腸骨與薦骨、脛骨則來自於獸腳類恐龍，但是薦骨已經遺失。在1964年，艾力克·沃克（Alick Walker）選定鱗甲為選模標本，因此模式標本不包含骨頭與牙齒。目前拉米塔龍僅限於這些鱗甲化石，通常被認為是種結節龍科恐龍。在2003年，其他研究人員提出骨盆與脛骨可能屬於勝王龍。在2008年，Matthew Carrano提出這些鱗甲不屬於甲龍類，而可能來自於泰坦巨龍類、阿貝力龍科；如果是阿貝利龍科的話，那拉米塔龍將不是嵌合體，而可能是勝王龍或印度龍的次異名。
部分模式標本已經遺失，而且沒有博物館保管編號，難以重新檢驗。拉米塔龍目前的狀態是個疑名，不再是個有效的分類單元。

## 外部連結
- （英文）恐龍學名的原意與發音
- （英文）恐龍形態類的各屬與演化樹
- （英文）拉米塔龍的簡介 （页面存档备份，存于） Dinodata
- http://paleodb.org/cgi-bin/bridge.pl?a=basicTaxonInfo&taxon_no=57450